# Sérgio Aurélio de Bittencourt
Sérgio Aurélio de Bittencourt (Porto Alegre, 7 de outubro de 1869 — 5 de dezembro de 1904) foi jornalista e um dos fundadores do jornal "O Exemplo" (1892–1930), um  dos periódicos pioneiros da imprensa negra em Porto Alegre e jornal de imprensa negra no pós-abolição com o maior número de exemplares disponíveis para pesquisa e consulta. Faleceu aos 35 anos, em 5 de dezembro de 1904, sem deixar filhos. Seu sobrinho, Dario de Bittencourt (filho de Aurélio Júnior), viria a ser diretor do jornal “O Exemplo” entre 1920 e 1930.

## Família
Filho de Aurélio Veríssimo de Bittencourt (Secretário de Estado e prior da Arquiconfraria do Rosário) e Joana Joaquina do Nascimento, Sérgio era o mais velho dos irmãos Bittencourt. Junto com seu irmão Aurélio Veríssimo de Bittencourt Júnior, foi um dos fundadores do jornal "O Exemplo" em 1892.

## Trabalho
Antes de fundar o jornal "O Exemplo" ele era funcionário público da "Secretaria do Interior", mas antes tinha sido também: secretário da "Sociedade Beneficência Porto-alegrense" e tenente-secretário no "7º Batalhão de Infantaria". Em 1892 ele, seu irmão e mais cinco homens negros fundaram o jornal “O Exemplo” em Porto Alegre, onde trabalhou como redator do jornal.